# Кудряшовский бор
Кудряшовский бор — сосновый лес в Новосибирском, Колыванском и Коченёвском районах Новосибирской области, в 10 км к северо-западу от Новосибирска. Площадь — 17 671 га. С 1965 года — государственный природный заказник регионального значения. В 2014 году часть бора получила статус памятника истории и культуры регионального значения.

## Фауна
В бору обитают косуля, лось, барсук, зайцы русак и беляк, лисица, белка, рысь, колонок, горностай, светлый хорь, ласка, тетерев, глухарь, перепел, серая и белая куропатки, некоторые виды уток и т. д.

## Археологические памятники
На территории Кудряшовского бора находятся 214 археологических памятников разных исторических периодов (с 6-го тысячелетия до н.э. по XVII век).